# مهتاب (آلبوم صدیق تعریف)
مهتاب نام یک آلبوم موسیقی باصدای صدیق تعریف و آهنگ سازی حسین یوسف‌زمانی می‌باشد که توسط ارکستر سمفونیک و سازهای ملی اجرا شده و توسط انتشارات سروش منتشر شده است. نام این آلبوم برگرفته از شعر معروف نیما یوشیج به نام می‌تراود مهتاب است که قطعه‌ای هم برمبنای همین شعر در آلبوم گنجانده شده است. در این اثر اشعار سیمین بهبهانی، نیما یوشیج، حافظ، قیصر امین پور و اقبال لاهوری به کار گیری شده است.

## شرح اثر

### فهرست آهنگ‌ها
1. پیرانه‌سر
2. راز پنهان
3. قافلهٔ گل
4. مهتاب
5. نرگس مست
6. نور و نیلوفر